# Carl Püchler
Carl Püchler, nemški general, * 13. maj 1894, † 5. februar 1949.